# Place Joseph-Epstein
La place Joseph-Epstein est une voie située dans le quartier du Père-Lachaise du 20e arrondissement de Paris.

## Situation et accès
La place Joseph-Epstein est desservie à proximité par les lignes 2 et 3 à la station Père Lachaise.

## Origine du nom
Elle porte le nom du nom du militant communiste et résistant au sein des Francs-tireurs et partisans Joseph Epstein (1911-1944), arrêté et fusillé par les nazis au Mont Valérien.

## Historique

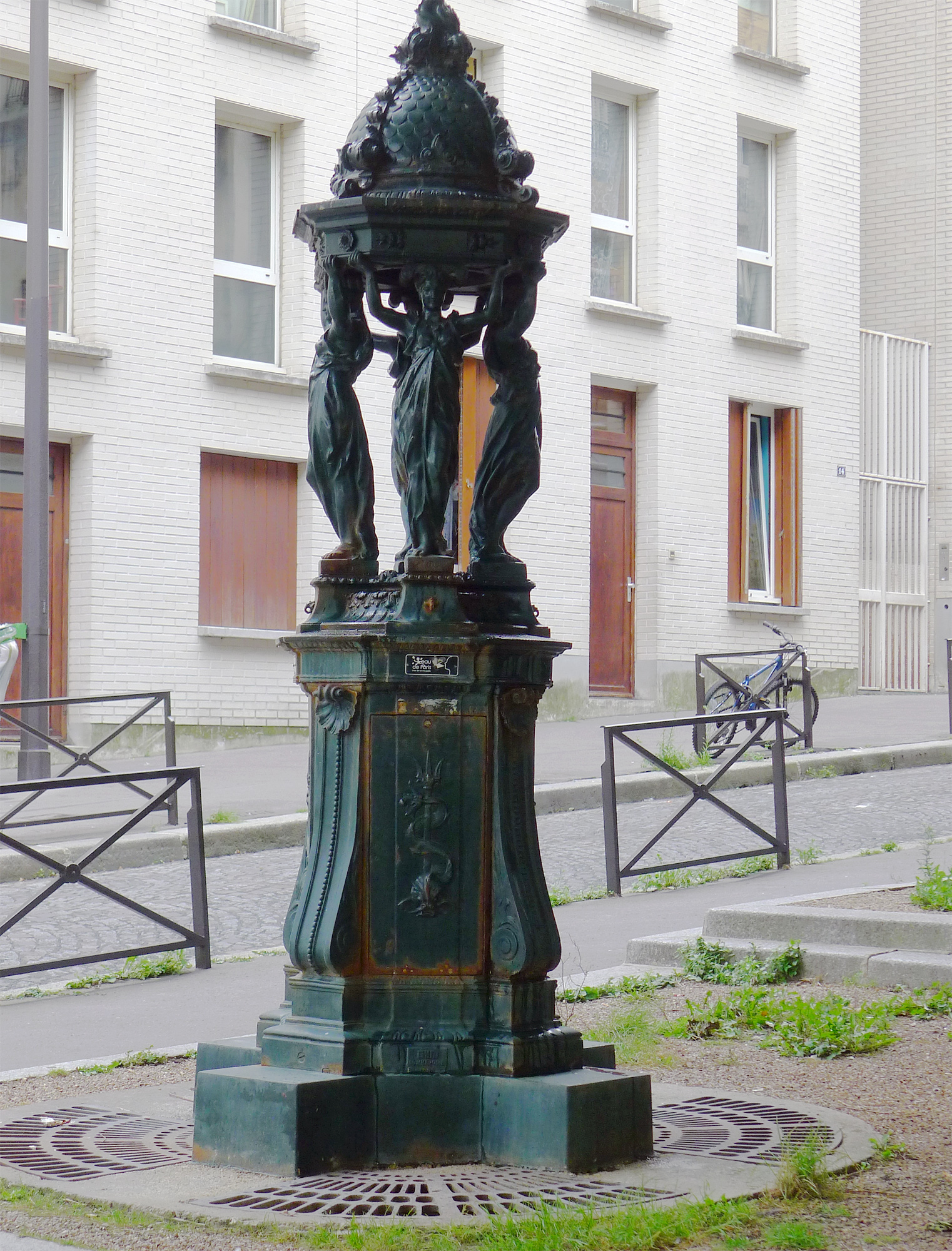
Fontaine Wallace de la place.

La voie est créée dans le cadre de l'aménagement de la ZAC des Amandiers en englobant le passage des Mûriers, sous le nom provisoire de « voie FA/20 » et prend sa dénomination actuelle par un arrêté municipal du 19 août 2004.

## Bâtiments remarquables et lieux de mémoire
- Le jardin des Mûriers.